# 阿尼亚讷
阿尼亚讷（法語：Aniane，法語發音：[anjan]）是法国埃罗省的一个市镇，属于洛代沃区。

## 地理
阿尼亚讷（43°41'7"N, 3°35'9"E）面积30.34 平方千米，位于法国奧克西塔尼大區埃罗省，该省份为法国南部沿海省份，南濒地中海，西南接奥德省，西北接塔恩省和阿韦龙省，东北与加尔省接壤。
与阿尼亚讷接壤的市镇（或旧市镇、城区）包括：拉布瓦西耶尔、日尼亚克、皮埃沙邦、圣吉耶姆勒代塞尔、圣让德福斯。

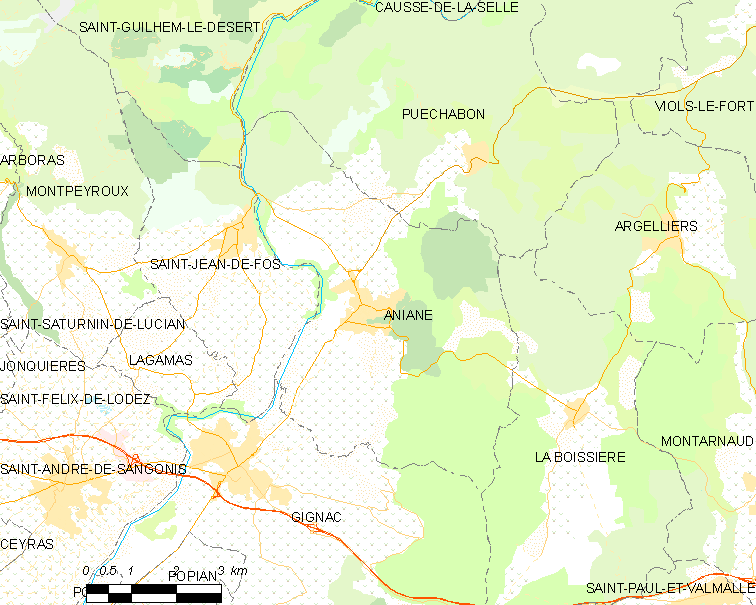
阿尼亚讷的OSM定位图

阿尼亚讷的时区为UTC+01:00、UTC+02:00（夏令时）。

## 行政
阿尼亚讷的邮政编码为34150，INSEE市镇编码为34010。

## 政治
阿尼亚讷所属的省级选区为日尼亚克县。

## 人口

1962-2008年间阿尼亚讷人口变化图示

阿尼亚讷于2022年1月1日时的人口数量为2956人。